# Nances Creek (Alabama)
Nances Creek es un lugar designado por el censo ubicado en el condado de Calhoun en el estado estadounidense de Alabama. En el Censo de 2010 tenía una población de 407 habitantes y una densidad poblacional de 43,48 personas por km².

## Geografía
Nances Creek se encuentra ubicado en las coordenadas 33°51′17″N 85°41′5″O / 33.85472, -85.68472. Según la Oficina del Censo de los Estados Unidos, Nances Creek tiene una superficie total de 15.06 km², de la cual 15.04 km² corresponden a tierra firme y (0.14%) 0.02 km² es agua.

## Demografía
Según el censo de 2010, había 407 personas residiendo en Nances Creek. La densidad de población era de 43,48 hab./km². De los 407 habitantes, Nances Creek estaba compuesto por el 98.77% blancos, el 0% eran afroamericanos, el 0.49% eran amerindios, el 0% eran asiáticos, el 0% eran isleños del Pacífico, el 0% eran de otras razas y el 0.74% pertenecían a dos o más razas. Del total de la población el 0.74% eran hispanos o latinos de cualquier raza.